# Мюррей, Джон, 11-й герцог Атолл
Джон Мюррей, 11-й герцог Атолл (англ. John Murray, 11th Duke of Atholl; 19 января 1929 — 15 мая 2012) — уроженец Южной Африки, наследственный пэр Шотландии, наследственный вождь клана Мюррей и главнокомандующий горцами Атолла. Будучи герцогом Атоллом, он командовал единственной законной частной армией в Европе. Он унаследовал титул 11-го герцога 27 февраля 1996 года, сменив своего троюродного брата Иэна Мюррея, 10-го герцога Атолла.

## Ранняя жизнь
Родился 17 января 1928 года в Йоханнесбурге, Южная Африка. Единственный ребенок майора Джорджа Мюррея (1884—1940) и Джоан Иствуд, дочери Уильяма Эдварда Иствуда из ЮАР. Его отец погиб на действительной службе во время Второй мировой войны.
Он был внуком Дугласа Стюарта Мюррея (1853—1920), настоятеля Блитфилда, Стаффордшир, который был внуком Джорджа Мюррея (1784—1860), который был сыном лорда Джорджа Мюррея (1761—1803), второго сына Джона Мюррея, 3-го герцога Атолла (1729—1774).
Он получил образование в Майклхаузе (1941—1946) в Квазулу-Натале. Его время, проведенное в школе, позволило ему получить представление о крикете.
Он получил степень бакалавра наук в области инженерии в Университете Витватерсранда, ведущем университете Южной Африки.

## Дальнейшая жизнь
После получения ученой степени Джон Мюррей работал землемером.
15 декабря 1956 года в Претории, он женился на Маргарет «Пегги» Ивонн Лич (род. 8 июля 1935, Луис-Тричард), единственной дочери Рональда Леонарда Лича (1910—1964) из Луис-Тричарда, Трансвааль, ЮАР, и Фейт Кляйненберг (1913—1968). У них было трое детей:
- Леди Дженнифер Мюррей (род. 8 февраля 1958), которая вышла замуж и имеет двух детей
- Брюс Мюррей, ныне 12-й герцог Атолл (род. 6 апреля 1960), старший сын и преемник отца. Женат, трое детей.
- Лорд Крейг Джон Мюррей (род. 1963), женат, двое детей.

В 1996 году, после смерти своего родственника, троюродного брата, Иэна Мюррея, 10-го герцога Атолла (1931—1996), Джон Мюррей стал 11-м герцогом Атоллом в возрасте 67 лет. Однако за день до смерти 10-го герцога было объявлено, что он передал свое родовое поместье Блэр-Касл и большую часть своих поместий благотворительному фонду, тем самым фактически лишив наследства своего наследника. Он не был впечатлен, когда его наследник дал понять, что не желает уезжать из Южной Африки в Шотландию. Таким образом, новый герцог унаследовал лишь титулы и право собирать частную армию.
Герцог Атолл продолжал жить в Южной Африке, совершая ежегодные визиты в Шотландию. Он умер 15 мая 2012 года в южноафриканской больнице в возрасте 83 лет. Его титулы унаследовал его старший сын Брюс Мюррей, маркиз Таллибардин.
Будучи герцогом Атоллом, он командовал единственной законной частной армией в Европе — горцами Атолла. Армия базируется в замке Блэр, родовом поместье герцогов Атолл. Герцог не унаследовал замок Блэр, который перешел к благотворительному фонду. Однако каждый год герцог приезжал из Южной Африки, чтобы остановиться в Блэре для традиционного показа, устроенного его армией.
Герцог Атолл был также наследственным вождем клана Мюррей.

## Титулатура
- 11-й герцог Атолл (с 27 февраля 1996)
- 12-й маркиз Атолл (с 27 февраля 1996)
- 11-й маркиз Таллибардин, Пертшир (с 27 февраля 1996)
- 14-й граф Таллибардин (с 27 февраля 1996)
- 13-й граф Атолл (с 27 февраля 1996)
- 11-й граф Страттей и Стратхардл, Пертшир (с 27 февраля 1996)
- 12-й виконт Балкухиддер (с 27 февраля 1996)
- 11-й виконт Балкухиддер, Глеалмонд и Гленлайон, Пертшир (с 27 февраля 1996)
- 16-й лорд Мюррей из Таллибардина (с 27 февраля 1996)
- 14-й лорд Мюррей, Гаск и Балкухиддер (с 27 февраля 1996)
- 11-й лорд Мюррей, Балвени и Гаск (с 27 февраля 1996)
- 7-й барон Гленлайон из Гленлайона, Пертшир (с 27 февраля 1996).